# Кримський улус
Кримський улус Золотої Орди — улус Золотої Орди, що існував у першій половині XIII–XV століттях на території Кримського півострова та Північного Причорномор'я. Відомий також як Перший улус Шибана.

## Історія

### Передісторія
На початку 1220-х років половці зазнали численних поразок від монголо-татар, згодом були розгромлені донські орди половців та їх союзники — алани.
У 1223 році половців остаточно розбили на річці Калці. Деякі половецькі роди відкочували на Дунай.
Татари зайняли степовий Крим у 1239 році, водночас із походами Батия на південно-українські землі, і підпорядкували собі залишки половців, що там жили.
Монголо-татари повернулися в 1242 році з походу на Польщу й Угорщину та міцно осіли в Криму, який став улусом — провінцією Золотої Орди, яким керував намісник великого хана. Після повернення татаро-монгольських військ з Європи Бату-хан за монгольським звичаєм розділив завойовані землі між своїми братами на чотирнадцять самостійних улусів. Кримський півострів і степи між Дніпром і Дністром отримав брат Батия — Шибан. Володіння улусу  стали частиною Крила Мувала (за іменем Мувала, іншого брата Батия і діда Ногая). 
У перший час Крим становив особливий улус Золотої Орди. Був розділений на 3 тьми (Солхатську, «Киркерську» і «Кипчак»). Згодом до нього було приєднано улус Картана (надалі відомий як Азакський тумен).

### Створення незалежноїдержави
З 1273 до 1299 роки всередині Золотої Орди тривала міжусобиця між Чингизидами і повсталим темником Ногаєм, правнуком хана Джучі і правителем причорноморських степів й північного Криму, який спробував стати незалежним князем західних областей Золотої Орди. У 1298 року під час збору данини в Кафі був убитий онук Ногая Ак-Таджі і наступного року темником був проведений каральний похід на Кримський півострів, у результаті якого були розгромлені та спалені багато міст й селища Криму. У тому ж році в межиріччі Дніпра і Дністра військо Ногая було розбите посадженим їм на золотоординський престол ханом Тохтою, а сам він убитий.

### Приєднаний до Золотої Орди
Знову приєднаним до Золотої Орди після загибелі Ногая (близько 1290) Кримом у XIV столітті зазвичай управляли ханські намісники, посада яких стала поступово набувати спадковий характер.
У 1363 році військо кримського еміра, пішоввши грабувати литовські землі, було розбите недалеко від Бугу біля річки Сині Води під командуванням великим литовським князем Ольгерда.
Після чергової міжусобної різанини в 1360-х роках Золота Орда розділилася на дві частини — східну й західну, де в Північному Причорномор'ї і Криму 1367 року прийшов до влади темник Мамай, що спирався на місцеві половецькі племена, які отримали назву татари. Кримський улус набув значення однієї з центральних частин Золотої Орди. Своє значення зберіг за правління Тохтамиша
Остаточне відпадання Криму від Золотої Орди відбулося в XV столітті.

## Керівництво
Експлуатоване феодалами рядове татарське населення прийшло до Криму в чисто кочовому скотарському ладі.
Татари ділилися на племена, коліна і пологи. На чолі племен стояли 6 старших феодальних родин — «беї, беки» (Ширини, Барини, Аргини, Яшлови, Мансури і Саджеути), які володіли кожен величезними ділянками землі та складали старшу ланку феодальної драбини. Їх васалами були глави колін і глави окремих пологів.

### Правителі
- Шибан (1242—1243)
- Мувал (1243—1253)
- Тутар (1253—1257), син попереднього
- Тука-Тимур (1258—1262)
- Байнал (1262—1266), син Шибана
- Уран-Тимур (1266—1278)
- Ачік (1278—1297)
- Тулен-Тимур (1298—1341)
- невідомий
- Зайн уд-Дін Рамазан (1349—1357)
- Кутлуг-Тимур (1357—1362)
- Ходжа Алібек (1362-1365)
- Кутлуг-буга (1365—1371), вперше
- Хаджа Магомет (1371—1380)
- Кутлуг-буга (1381—1387), вдруге
- Бек-Пулад (1387—1391)
- Таш-Тимур (1393—1396)
- невідомі
- Чеббер-Берди (1417)
- невідомі
- Улуг-Мухаммед (1421),  вперше
- Даулат-Берди (1422—1423), вперше
- Барак (1423—1424)
- Улуг-Мухаммед (1425—1426), вдруге
- Даулат-Берди (1426—1427), вдруге
- Хаджі Ґерай (1427—1428), вперше
- Улуг-Мухаммед (1428—1431), втретє
- Хаджі Ґерай (1431—1434)
- Улуг-Мухаммед (1434—1435), вчетверте
- Кічі-Мухаммед (1435—1437), вперше
- Улуг-Мухаммед (1437—1438), вп'яте
- Кічі-Мухаммед (1435—1437)
- Саїд-Ахмад (1437—1441)
- Хаджі Ґерай, з1441 року є першим ханом незалежного Кримського ханства